# P Storm
Série
L Storm
(2018) G Storm
(2021)
Pour plus de détails, voir Fiche technique et Distribution.
P Storm (P風暴, P Feng bao, litt. « Tempête P ») est un thriller policier sino-hongkongais réalisé par David Lam et sorti en 2019. Il fait partie de la série des Storm et est la suite de Z Storm (2014), S Storm (2016) et L Storm (2018). Le P du titre vient du fait que ce volet se déroule principalement en prison.
Il est premier du box-office chinois de 2019 durant trois semaines. Sa suite, G Storm, sort en 2021.

## Synopsis
William Luk (Louis Koo), inspecteur de la Commission indépendante contre la corruption de Hong Kong, s'infiltre dans une prison en se faisant passer pour un prisonnier dans le but d'enquêter sur des pots-de-vin remis à des gardiens. Il rencontre sur place Yuan et découvre que celui-ci conspire avec le directeur.
Pendant ce temps, Ming et Liang, deux officiers de la Commission anti-corruption, enquête sur Yun, un collègue corrompu originaire de République populaire de Chine et surnommé « Gant blanc ». William Luk décide alors de travailler avec Ming pour arrêter un groupe de criminels opérant à Hong Kong et en Chine continentale.

## Fiche technique
- Titre original : P風暴
- Titre international : P Storm
- Réalisation : David Lam
- Production : Raymond Wong Pak-ming
- Société de production : Pegasus Motion Pictures et Mandarin Motion Pictures
- Pays d’origine :  Hong Kong et  Chine
- Langue : cantonais, mandarin et anglais
- Format : couleur
- Genre : thriller, policier
- Durée : 96 minutes
- Date de sortie :
  - Hong Kong, Australie, Chine et Malaisie : 4 avril 2019
  - Taïwan : 10 mai 2019

## Distribution
- Louis Koo : William Luk
- Julian Cheung : Lau Po-keung
- Kevin Cheng : Ching Tak-ming
- Raymond Lam (en)
- Chrissie Chau (en)
- Dada Chan
- Gordon Lam